# Syspasis maruyamensis
Syspasis maruyamensis là một loài tò vò trong họ Ichneumonidae.